# 平成16年台風第10・11号
平成16年台風第10・11号（へいせい16ねんたいふうだい10・11ごう）は、2004年7月から8月にかけて、四国地方に相次いで上陸した2つの台風である。後に激甚災害に指定された。

## 台風10号

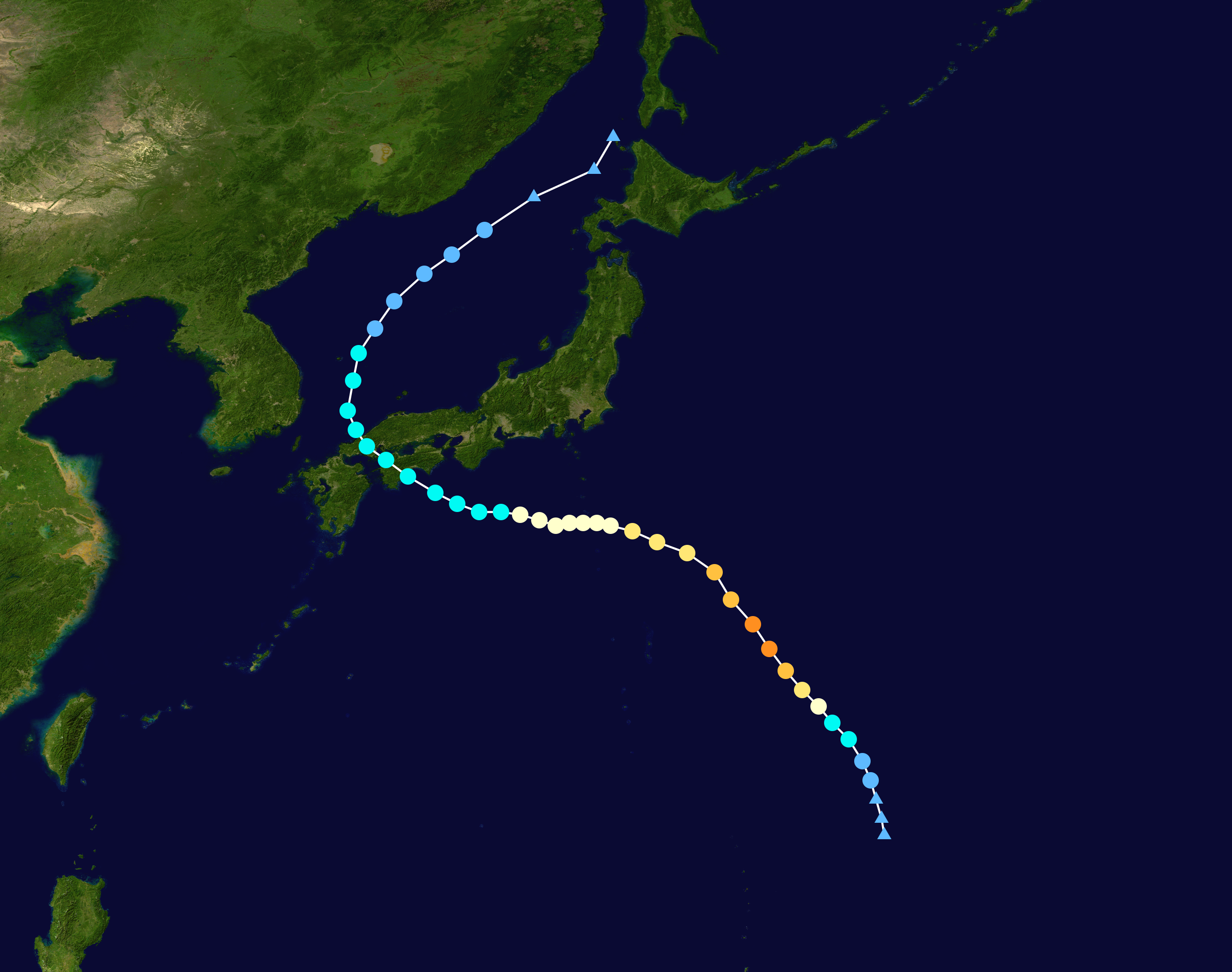
進路図

7月25日に南鳥島の西海上で発生した台風10号 (アジア名：ナムセーウン/Namtheun) は、勢力を強めながら北西に進み、28日に八丈島の南海上に達した。30日にかけて、強い勢力を保ちながら日本の南海上をゆっくりと西北西に進み、31日16時すぎに高知県西部に上陸した。さらに瀬戸内海を経て、21時半頃には山口県岩国市付近に再上陸した。その後日本海を北上し、8月2日9時に熱帯低気圧に変わった。
この台風の影響で、7月29日から31日にかけて、東日本の太平洋側と西日本で大雨となり、特に近畿地方南部や四国地方で非常に激しい雨が降った。8月1日から2日にかけて、発達した雨雲が太平洋から四国地方へと流れ込んだため、台風通過後もなお雨は長く降り続き、愛媛県や高知県では1時間に100mmを超える猛烈な雨となった。7月29日から8月2日までの期間降水量は、奈良県や徳島県で1000mmを超え、高知県では700mmを超えた。雨が最も多く降った地点では2000mmを超えたという報告もある。また四国電力の観測では、徳島県上那賀町海川で日降水量1317mmに達し、これまでの日本の日降水量の記録を更新するに至った。日本海側に高気圧があったために、この台風が時速10kmという非常に遅いスピードで進んだことも、雨量が多くなった原因の1つとされている。

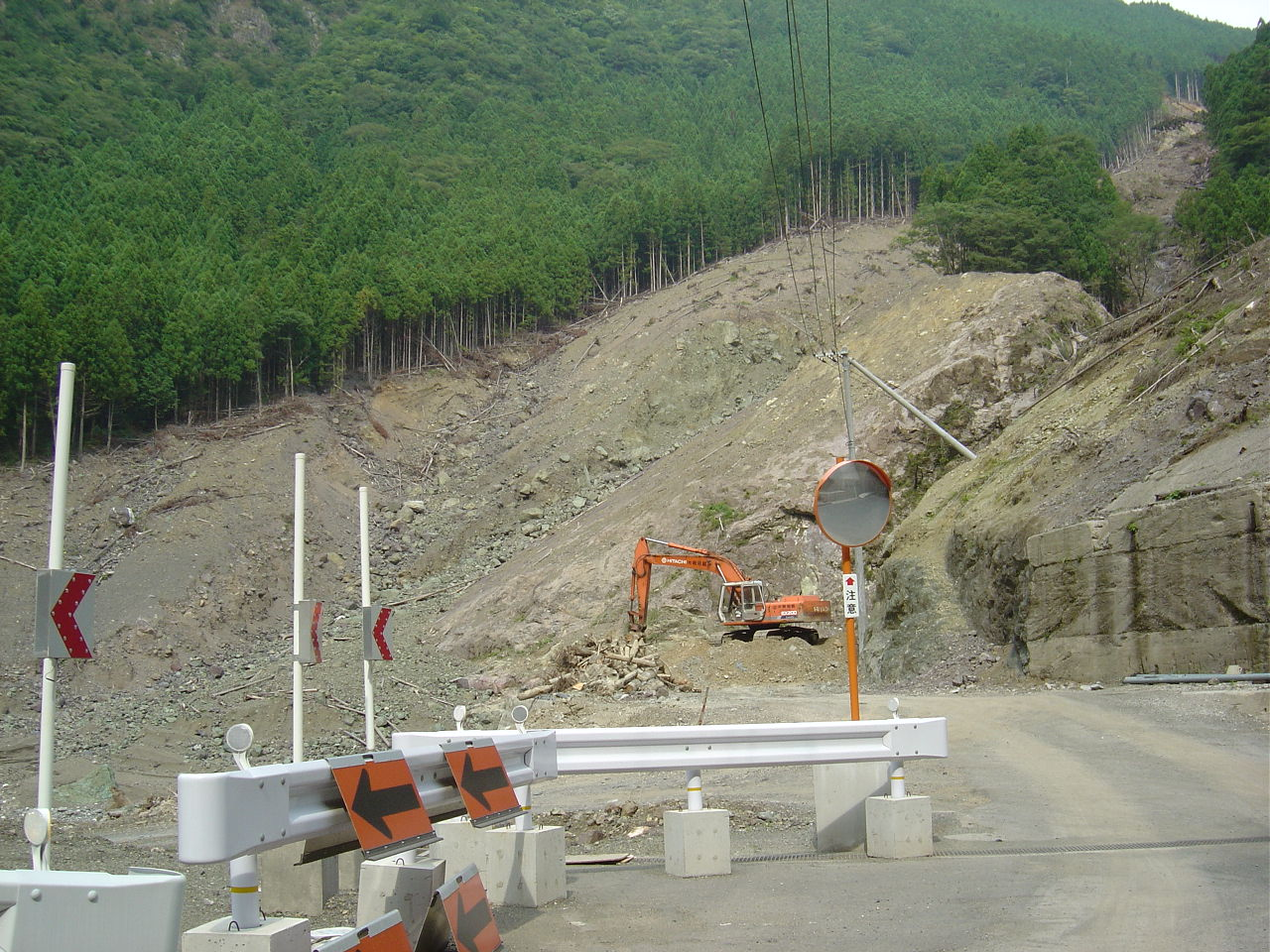
台風により、徳島県木沢村（現：那賀町）の国道193号で生した山腹崩壊。

## 台風11号

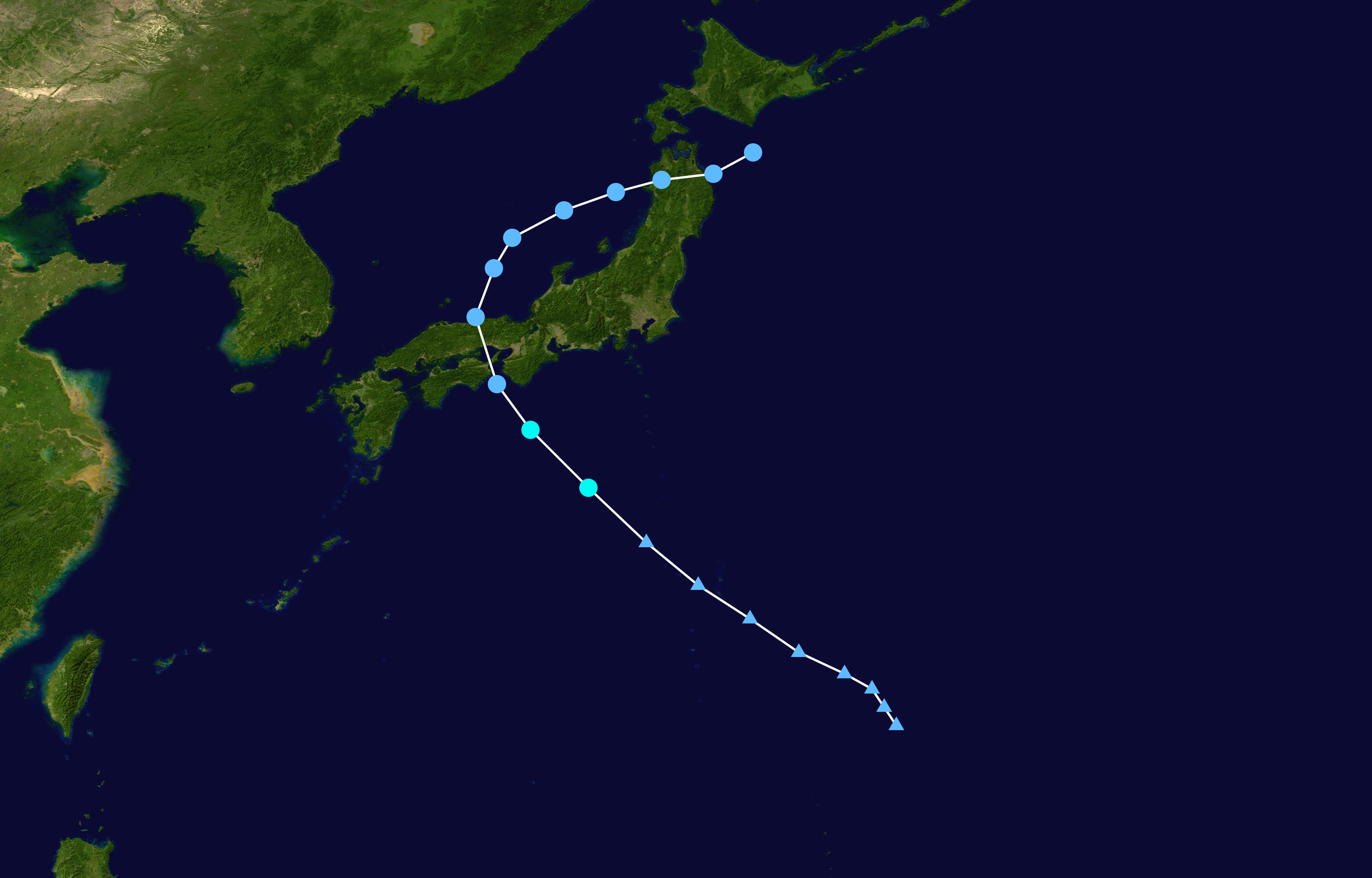
進路図

台風10号通過後の8月4日9時、日本の南海上にあった熱帯低気圧が潮岬の南海上で台風11号 (アジア名：マーロウ/Malou) となり、22時過ぎには徳島県東部に上陸した。その後、兵庫県相生市付近に再上陸し、四国・中国地方を縦断して5日6時に熱帯低気圧に変わった。台風の勢力そのものはあまり強くはなかったが、この台風により8月4日から5日にかけて、近畿地方南部や三重県を中心に大雨となり、雨量が500mmを超えたところもあった。また、台風10号の通過後間もなく四国に上陸したことから、被害が大きくなる原因にもなった。

## 解説
これら2つの台風は、いずれも通常の台風の進路とは違い、東から西へと進み、四国を横断しながら激しい風雨をもたらしたという特徴がある。日本に接近する台風は、日本の南西から北東に向かって列島に沿うように進むケースが多いものの、これらの台風の場合、ちょうど日本列島を横切るように進んだ。雨が激しく長く降り続いたため、土砂崩れや浸水、道路の寸断などが各地で相次いだ。

## 被害
これら2つの台風により、3人が死亡（うち徳島県木沢村の2人は9月23日に認定死亡の手続きがとられた）、15人が重軽傷を負ったほか、全壊11棟、半壊21棟、一部損壊88棟、床上浸水254棟、床下浸水2,188棟の住家被害が出た。さらに被害総額は103億円に達した。台風10号が非常にゆっくりとした速さで進んだことなどが、被害が大きくなった一因であった。